# Konservator
Konservátor (lat. conservare; ohraniti) je strokovnjak, ki konservira in restavrira predmete z zgodovinsko, likovno ali kakšno drugo vrednostjo, da ti ohranjanjo čim več avtentičnih prvin in sporočilnosti. umetniških del.
Konservátor (tudi napačno konzervátor) je strokovnjak služb za varovanje kulturne dediščine, žargonsko "spomeniškega varstva". Ima najmanj visoko izobrazbo (pogosto smeri arhitekture, arheologije, etnologije, krajinske arhitekture, umetnostne zgodovine, zgodovine) in poseben izpit. Evidentira, vrednoti, raziskuje in predvsem ohranja nepremično kulturno dediščino. Usklajuje ukrepe za varstvo dediščine in svetuje lastnikom pri celostni skrbi za ohranjanje ter promovira dediščino in celostno ohranjanje. Prvi profesionalni konservator v Sloveniji je bil umetnostni zgodovinar, dr. France Stele, imenovan poleti 1913. 